# Josef Volkmar Senz
Josef Volkmar Senz (* 22. Februar 1912 in Apatin, Batschka, Königreich Ungarn, Österreich-Ungarn; † 2001 in Straubing) war ein deutscher Heimat- und Volksforscher.

## Leben
Senz war der Sohn des „Lebzelters und Wachsziehner“ Franz Senz und der Anna geb. Baumgartner. Er besuchte die Volksschule in Apatin und danach die in serbischer Sprache geführte Lehrerbildungsanstalt in Sombor, wo er 1931 das Lehrerdiplom erhielt. Bis zur Zerschlagung Jugoslawiens im April 1941 wirkte er als Lehrer in Sonta, ab 1935 auch in Bački Gračac (deutsch Filipowa). 1935 heiratete er Margarethe Ams. Senz hielt heimatkundliche Vorträge vor Lehrertagungen und veröffentlichte Beiträge zu den pädagogischen Zeitschriften  wie „Unsere Schule“ (Novi Sad, deutsch Neusatz, ab 1928), in „Schwäbischer Volkserzieher“ (Vrbas, deutsch Neuwerbaß, ab 1939) unter der Schriftleitung von Adalbert Karl Gauss und in „Volksdeutscher Erzieher“ (Budapest, ab 1942).
Nach dem Balkanfeldzug (1941) kam die Batschka unter die Hoheit Ungarns, das seiner deutschen Minderheit eine erweiterte Verwendung der deutschen Unterrichtssprache in den Volksschulen und den deutschen Höheren Schulen zugestanden hatte. Die Neugestaltung des deutschen Volksschulwesens in Ungarn führte zur Errichtung eines volksgruppeneigenen Landesschulamtes in Budapest, in der Senz von 1941 1943 das Amt des Landesschulrat für das Volksschulwesen bekleidete. Im Dezember 1943 wurde er zum ungarischen Heer einberufen. Nach dem Zweiten Weltkrieg flüchtete er mit seiner Gattin und ihren zwei kleinen Kindern und arbeitete bis 1953 als Lehrer in Deggendorf und Schwimmbach; ab 1953 bis zum Antritt des Ruhestandes in Straubing.
1947 versammelte Senz donauschwäbische Lehrer aller Schularten aus den „Nachtrianon-Heimatländern“ und gründete mit ihnen die „Arbeitsgemeinschaft Donauschwäbischer Lehrer“ (ADL), die er selbst bis 1982 leitete. Ab 1955 brachte Senz die „Donauschwäbischen Lehrerblätter“ heraus, die didaktisch aufbereitete Lehrhilfen zu Kultur, Volkskunde und Geschichte der Donauschwaben zum Gebrauch in den Schulen der neuen Heimatländer anboten. In der 1949 gegründeten „Apatiner Gemeinschaft“ redigierte er bis 1984 etwa einhundert Ausgaben der „Apatiner Heimatblätter“. Senz begann ab 1970 seine Forschungs-, Dokumentations- und Publikationsarbeit zur Archivierung Donauschwäbische Geschichte. Den konzeptionellen Rahmen dazu initiierte er mit dem „Arbeitskreis für donauschwäbische Heimat- und Volksforschung“. Seine Sammlung „Donauschwäbisches Archiv“ bestand aus vier Buchreihen. Seine „Beiträge zur donauschwäbischen Volks- und Heimatforschung“ zählt 150 Titel, von denen er viele publizierte oder verlegerisch betreute. In der Zeitung „Der Donauschwabe“ schrieb er 580 Artikel über Ereignisse der donauschwäbischen Geschichte. Zudem stammen von ihm 181 Beiträge und Aufsätze zur Geschichte der Donauschwaben. Am 17. Juni 1978 gründete Senz die „Donauschwäbische Kulturstiftung – Stiftung des privaten Rechts – München“, deren Vorsitzender er bis 1988 blieb und danach als Ehrenvorsitzender verbunden blieb.

## Veröffentlichungen
- Kurze Geschichte der Donauschwaben (1940)
- Geschichte der Donauschwaben (1955)
- Apatiner Heimatbuch (1966)
- Das Schulwesen der Donauschwaben im Kgr. Jugoslawien
- Donauschwäbische Lehrer- und Forschungsarbeit (1973)
- Deutsche im Batscherland (1984)
- Büchersammlung Donauschwäbisches Archiv, sechs Bücherreihen mit 211 Titeln

## Preise und Auszeichnungen
- 1978: Bundesverdienstkreuz
- 1981: Donauschwäbische Kulturpreis des Landes Baden-Württemberg
- 1982: Adam-Müller-Gottenbrunn-Plakette des  Süddeutschen Kulturwerks
- 1982: Prinz-Eugen-Medaille Wien
- 1983: Verdienstnadel in Gold der Donauschwaben in den USA
- 1991: Bundesverdienstkreuz 1. Klasse